# Voyeur (brano musicale Renato Zero)
Voyeur è un brano musicale di Renato Zero pubblicato nel 1989 nell'omonimo album di inediti come seconda traccia.

## Storia
(Renato Zero,Voyeur)
Voyeur, insieme ad altri brani dell'album omonimo (come ad esempio Accade, I nuovi santi e Rose) ha segnato un nuovo successo per Zero e il suo ritorno nell'ambito musicale.
Sarà comunque uno dei brani dell'album di provenienza a restare popolari anche dopo circa vent'anni, ciò è dimostrato dalla sua pubblicazione nell'album live Sei Zero.

## Video
Del brano, come di tanti altri che non sono stati mai pubblicati come veri e propri singoli, è stato realizzato un video che vede protagonista lo stesso Zero che, all'inizio, parlerà con dei ragazzi che ripeteranno la parola voyeur e che poi se ne andranno, lasciando così solo Renato Zero che vagherà nella notte e che incontrerà dei veri e propri ossessionati dal voyeurismo che lo guarderanno dalla "testa ai piedi".